# 皇家维多利亚码头
皇家维多利亚码头（Royal Victoria Dock）是位於英國倫敦碼頭區的一個船塢。皇家维多利亚码头距离伦敦桥14公里 :17 ，距离格雷夫森德36公里（22英里），是由乔治·帕克·比德设计和建造 :3，於1850年開始建造，1855年基本建成。它最初被称为维多利亚码头（Victoria Dock），1880年被加上皇家（Royal）前缀。